# Dudka (Wydminy)
Dudka (deutsch Schraderswert) ist ein Dorf in der polnischen Woiwodschaft Ermland-Masuren, das zur Landgemeinde Wydminy (Widminnen) im Powiat Giżycki (Kreis Lötzen) gehört.

## Geographische Lage
Dudka liegt in der östlichen Mitte der Woiwodschaft Ermland-Masuren, 16 Kilometer südöstlich der Kreisstadt Giżycko (Lötzen). An der nördlichen Ortsgrenze verläuft die Bahnstrecke Głomno–Białystok.

## Geschichte
Der einst Schraderswert genannte Ort bestand ursprünglich lediglich aus einem großen Hof. Von Anfang an bis 1945 handelte es sich um einen Wohnplatz der Gemeinde Widminnen (polnisch Wydminy) im Kreis Lötzen im Regierungsbezirk Gumbinnen (1905–1945 Regierungsbezirk Allenstein) in der preußischen Provinz Ostpreußen. So war das Dorf bis 1945 auch dem Standesamt Widminnen zugeordnet. Im Jahr 1905 zählte es 40 Einwohner.
In Kriegsfolge kam der Ort 1945 mit dem gesamten südlichen Ostpreußen zu Polen und trägt seither die polnische Namensform Dudka. Heute ist er eine Ortschaft im Verbund der Landgemeinde Wydminy (Widminnen) im Powiat Giżycki (Kreis Lötzen), bis 1998 der Woiwodschaft Suwałki, seither der Woiwodschaft Ermland-Masuren zugehörig.

## Religionen
Bis 1945 war Schraderswert in die evangelische Kirche Widminnen in der Kirchenprovinz Ostpreußen der Evangelischen Kirche der Altpreußischen Union und in die katholische Pfarrkirche St. Bruno Lötzen im Bistum Ermland eingepfarrt.
Heute gehört Dudka zur evangelischen Kirchengemeinde Wydminy, einer Filialgemeinde der Pfarrkirche Giżycko in der Diözese Masuren der Evangelisch-Augsburgischen Kirche in Polen bzw. zur katholischen Pfarrkirche Wydminy im Bistum Ełk (Lyck) der Römisch-katholischen Kirche in Polen.

## Archäologischer Standort
Dudka ist ein archäologischer Standort für steinzeitliche Forschungen (Stanowisko archeologiczne – cmentarzysko łowców z epoki kamienia).

## Verkehr
Dudka liegt an einer Nebenstraße, die von Wydminy (Widminnen) über Grodkowo (Maxhof) bis zur Woiwodschaftsstraße DW 655 bei Siedliska (Schedlisken, 1938–1945 Dankfelde) bzw. Sucholaski (Sucholasken, 1935–1945 Rauschenwalde) führt. Wydminy ist die nächste Bahnstation an der Bahnstrecke Głomno–Białystok.